# جورج آدامز (رجل أعمال)
جورج آدامز (بالإنجليزية: George Adams)‏ هو شخصية أعمال أسترالي، ولد في 14 مارس 1839 في إنجلترا في المملكة المتحدة، وتوفي في 23 سبتمبر 1904 في هوبارت في أستراليا.